# Книжка на сцені
«Книжка на сцені» — видавничо-театральна серія подій, яка складалася з чотирьох перформативних читань у Києві та Львові упродовж серпня-вересня 2020 року у співпраці із Книжковим Арсеналом та Book Forum. Усі події були частиною проєкту книжкової серії «Особливі прикмети: 10 розмов про ідентичність» від Видавництва Анетти Антоненко, у межах якого перекладаються й видаються українською мовою твори класичної та сучасної європейської драматурґії. Керівниця проєкту – Лариса Андрієвська.

## Передісторія та проєкт "Особливі прикмети"
Ідея послідовного просування класичної та сучасної світової драматурґії на українському книжковому ринку з'явилася ще 2015 року, коли у Видавництві Анетти Антоненко було започатковано серію «Колекція театральна». У серії видавалися українською мовою драматичні твори Еріка-Емманюеля Шмітта, Славомира Мрожека, Ясміни Рези, Важді Муавада, Тадеуша Ружевича, Мішеля-Марка Бушара та інших.
Не усі п'єси потрапили на українські сцени, однак кожна з них порушує актуальні проблеми XX століття. Видання були підтримані європейськими культурними інституціями.
Навесні 2020 року розпочався новий проєкт Видавництва Анетти Антоненко — «Особливі прикмети: 10 розмов про ідентичність». Планувалося, що «10 розмов» провадитимуть десять європейських авторів і авторок, які писали для сцени: Тьєррі Дебру, Ерік-Емманюель Шмітт, Мілан Угде, Антоніо Буеро Вальєхо, Вітольд Ґомбрович, Збіґнєв Герберт, Слободан Шнайдер, Мартін МакДона, Лаура Сінтія Черняускайте та Антоніс Георгіу.
Проєкт підтримали проґрама Європейського Союзу «Креативна Європа» та Український культурний фонд.

## #книжка на сцені
Оскільки «Особливі прикмети» мали на меті сполучити перекладацьке й театральне середовища, чотири з-поміж виданих п'єс обрали для втілення під час головних літературно-видавничих подій України — Книжкового Арсеналу у Києві та Book Forum у Львові. Натомість Книжковий Арсенал було перенесено на 2021 рік, а Book Forum відбувався онлайн, тож, аби збільшити глядацьку авдиторію та дотримати вимог нової, «карантинної» дійсності, було використано гештеґ #книжканасцені й створено відеоверсії перформативних читань для соцмереж. Самі читання відбувалися у співпраці з Малим Театром у Києві та Театром Лесі у Львові, а видані в межах проєкту книжки містять QR-код, який скеровує на сторінку з такими виставами:
- «Книжконюх» Тьєррі Дебру (перекладач — Іван Рябчій, режисерка — Ганна Турло), Малий Театр (Київ)[19][20][21]
- «Людина-подушка» Мартіна МакДона (перекладач — Олекса Негребецький, режисерка — Олена Апчел), Малий Театр (Київ)[20][22][23]
- «Оперета» Вітольда Ґомбровича (перекладачка — Лариса Андрієвська, режисер — Дмитро Захоженко), Театр Лесі (Львів)[24][25]
- «Ковзанка» Лаури Сінтії Черняускайте (перекладачка — Беатріче Белявців, режисер — Дмитро Захоженко), Театр Лесі (Львів)[26][27]